# Kuschelina concinna
Kuschelina concinna är en skalbaggsart som först beskrevs av Fabricius 1801.  Kuschelina concinna ingår i släktet Kuschelina och familjen bladbaggar. Inga underarter finns listade i Catalogue of Life.